# 中性子過剰核
中性子過剰核（ちゅうせいしかじょうかく）とは、不安定核の一形態で、同じ陽子数の安定同位体と比較して中性子を多く含んだ核種を指す。

## 概要
多くはβ-崩壊を行って中性子を陽子に換え、原子番号がひとつ大きな核になる。
変換した先が中性子過剰核であった場合はさらに崩壊し、安定同位体にたどり着くまで崩壊を繰り返す。
近年、超新星爆発時の元素合成過程の研究において中性子過剰核を経由して進むR過程が注目されており、理化学研究所のRIビームファクトリーなど大強度の不安定核ビームであるRIビームの加速技術の進展により中性子過剰核のそれぞれの核種に関する知識の蓄積が期待されている。
中性子過剰核には、これまでの原子核の常識とは離れた現象が見つかっている。例えば、中性子スキンや中性子ハローといったように陽子と中性子の密度分布が大きく異なる。また、これまでの魔法数が消え、新しい魔法数が出現する。
この中性子過剰核の研究を通して原子核に関する理解を一般化させようと、現在多くの理論家・実験家がこの問題に活発に取り組んでいる。